# Zorzines duplinupta
Zorzines duplinupta är en fjärilsart som beskrevs av Inoue 1982. Zorzines duplinupta ingår i släktet Zorzines och familjen nattflyn. Inga underarter finns listade i Catalogue of Life.